# Gerben Thijssen
Gerben Thijssen (født 21. juni 1998 i Genk) er en cykelrytter fra Belgien, der er på kontrakt hos Intermarché-Wanty.